# 星川敬
星川 敬（ほしかわ けい、1976年5月29日 - ）は、東京都出身の元サッカー選手、指導者。

## 来歴
1995年に読売ユースからヴェルディ川崎（現：東京ヴェルディ1969）に入団した（同期昇格組に菅原智、一木太郎、重田征紀、財前宣之、薮田光教ら）。しかし、黄金時代の真っ只中であった当時のチームでは出場機会は無く、在籍2年で現役を引退した。
その後、東京Vの下部組織の指導者などを経て、2009年シーズンからはなでしこリーグの日テレ・ベレーザの監督を務めていたが、「クラブの秩序と統制を乱す」行為をしたとして、翌2010年7月28日付で解任された。
同年11月にINAC神戸レオネッサの監督に就任すると、直後の皇后杯全日本女子サッカー選手権大会を制しチームにクラブ発足後初のタイトルをもたらした。その後もリーグ2連覇を成し遂げるなど数多くのタイトルをINAC神戸レオネッサにもたらした。
2011年8月に行われた「なでしこジャパンvsなでしこリーグ選抜」ではリーグ選抜の監督に選出された。試合は2-3で敗戦したが、なでしこジャパンの弱点を突く采配を見せ追い詰めた。
2012年12月、INAC神戸レオネッサの監督を退任した。
2013年シーズンは、イングランド女子1部リーグに所属するチェルシーLFCでコーチを務めた。
2014年2月、INAC神戸レオネッサのチームアドバイザーに就任。
2014年8月、ポーランド3部リーグのコンコルディア・エルブロンクの監督に就任。
2015年3月、ポーランドの3部リーグ所属のKSレギオノヴィア・レギオノヴォにコーチ(トップチームコーチとセカンドチームの監督兼任)として就任したが同年8月に退団し他クラブへ移籍した事を自身のブログで報告した。
2016年3月、スロベニアの1部リーグに所属するNKルダル・ヴェレニエのU-19コーチとして就任。
同年4月、スロベニア1部リーグに所属するNKツェリェのトップチームのセカンドコーチに就任、1.SNLで初の日本人指導者となった。
2021年、WEリーグ・INAC神戸の監督に就任。チームをWEリーグ初代女王に導いた。
2022年5月25日、INAC神戸の監督を退任、J3リーグのY.S.C.C.横浜の監督に就任することが発表された。
2023年8月28日、YS横浜の監督を解任された。
2024年8月18日、いわてグルージャ盛岡の監督に就任した。

## 所属クラブ
- 1992年 - 1994年  読売日本SCユース
- 1995年 - 1996年  ヴェルディ川崎

## 個人成績
| 国内大会個人成績 | 国内大会個人成績 | 国内大会個人成績 | 国内大会個人成績 | 国内大会個人成績 | 国内大会個人成績 | 国内大会個人成績 | 国内大会個人成績 | 国内大会個人成績 | 国内大会個人成績 | 国内大会個人成績 | 国内大会個人成績 |
| 年度             | クラブ           | 背番号           | リーグ           | リーグ戦         | リーグ戦         | リーグ杯         | リーグ杯         | オープン杯       | オープン杯       | 期間通算         | 期間通算         |
| 年度             | クラブ           | 背番号           | リーグ           | 出場             | 得点             | 出場             | 得点             | 出場             | 得点             | 出場             | 得点             |
| 日本             | 日本             | 日本             | 日本             | リーグ戦         | リーグ戦         | リーグ杯         | リーグ杯         | 天皇杯           | 天皇杯           | 期間通算         | 期間通算         |
| ---------------- | ---------------- | ---------------- | ---------------- | ---------------- | ---------------- | ---------------- | ---------------- | ---------------- | ---------------- | ---------------- | ---------------- |
| 1995             | V川崎            | -                | J                | 0                | 0                | -                | -                | 0                | 0                | 0                | 0                |
| 1996             | V川崎            | -                | J                | 0                | 0                | 0                | 0                | 0                | 0                | 0                | 0                |
| 通算             | 日本             | 日本             | J                | 0                | 0                | 0                | 0                | 0                | 0                | 0                | 0                |
| 総通算           | 総通算           | 総通算           | 総通算           | 0                | 0                | 0                | 0                | 0                | 0                | 0                | 0                |

## 指導歴
- 2007年 - 2010年7月  日テレ・ベレーザ

- - 2007年 - 2008年 コーチ
  - 2009年 - 2010年7月 監督
- 2010年11月 - 2012年  INAC神戸レオネッサ 監督[17]
- 2013年 - 2014年  チェルシーLFC コーチ[17]
- 2014年  コンコルディア・エルブロンク（ポーランド語版） 監督[17]
- 2015年3月 - 8月  KSレギオノヴィア・レギオノヴォ（英語版） コーチ[17]
- 2016年3月  NKルダル・ヴェレニエ U-19コーチ[17]
- 2016年4月 - 2017年  NKツェリェ コーチ[17]
- 2017年 - 2018年  オードラ・オポーレ（ポーランド語版） アシスタントコーチ[17]
- 2018年 - 2020年  FKアウダ（英語版） 監督[17]
- 2021年 - 2022年5月  INAC神戸レオネッサ 監督[20]
- 2022年5月 - 2023年8月   Y.S.C.C.横浜 監督 [20]
- 2024年8月 -    いわてグルージャ盛岡 監督

## 監督成績
| 年度    | 所属     | クラブ | リーグ戦 | リーグ戦 | リーグ戦 | リーグ戦 | リーグ戦 | リーグ戦 | カップ戦     | カップ戦      |
| 年度    | 所属     | クラブ | 順位     | 勝点     | 試合     | 勝       | 分       | 敗       | リーグカップ | 天皇杯/皇后杯 |
| ------- | -------- | ------ | -------- | -------- | -------- | -------- | -------- | -------- | ------------ | ------------- |
| 2010    | なでしこ | I神戸  |          |          |          |          |          |          |              |               |
| 2011    | なでしこ | I神戸  | 優勝     | 42       | 16       | 13       | 3        | 0        | (中止)       | 優勝          |
| 2012    | なでしこ | I神戸  | 優勝     | 52       | 18       | 17       | 1        | 0        | 準優勝       | 優勝          |
| 2021-22 | WEリーグ | I神戸  | 優勝     | 50       | 20       | 16       | 2        | 2        | -            | 4回戦敗退     |
| 2022    | J3       | YS横浜 | 16位     | 26       | 25       | 8        | 2        | 15       | -            | 2回戦敗退     |
| 2023    | J3       | YS横浜 | 12位     | 27       | 24       | 6        | 9        | 9        | -            | 2回戦敗退     |
| 2024    | J3       | 岩手   | 20位     | 8        | 14       | 2        | 2        | 10       | -            | -             |
| 2025    | JFL      | 岩手   |          |          |          |          |          |          | -            |               |

## タイトル

### 監督時代
日テレ・ベレーザ
- なでしこリーグ: 1回 (2010)
- 皇后杯 JFA 全日本女子サッカー選手権大会: 1回 (2009)

INAC神戸レオネッサ
- WEリーグ: 1回 (2021-22)
- なでしこリーグ: 2回 (2011、2012)
- 皇后杯 JFA 全日本女子サッカー選手権大会: 3回 (2010、2011、2012)
- 日韓女子リーグチャンピオンシップ: 1回 (2012)

個人
- なでしこリーグ優勝監督賞: 2回 (2011、2012)
- WEリーグ優秀監督賞: 1回 (2021-22)

## 書籍
- 『誰よりも「早く」結果を出しているリーダーの実現術』ワニブックス 2012年11月 ISBN 978-4847091223